# 法性寺 (石狩市)
法性寺（ほっしょうじ）は北海道石狩市弁天町15にある浄土宗の寺院。幕末の石狩に建てられた4寺のひとつ。
1856年（安政3年）6月、蝦夷三官寺のひとつである有珠善光寺の末寺として、アイヌへの布教を目的に開かれた。開山にあたって、江戸幕府より紫地に葵の紋入りの幔幕と、同じく紋入りの高張提灯を授けられている。